# Pseudobrickellia
Pseudobrickellia là một chi thực vật có hoa trong họ Cúc (Asteraceae).

## Loài
Chi Pseudobrickellia gồm các loài: